# Vægtløftning under sommer-OL 2012 – 77 kg mænd
Mændenes 77 kilosklasse i vægtløfting under Sommer-OL 2012 fandt sted den 1. august 2012 på ExCeL Exhibition Centre i London.

## Resultat
17 udøver deltog.
| Nr.    | Udøver                     | Gruppe | Kropsvægt | Træk (kg) | Træk (kg) | Træk (kg) | Træk (kg) | Stød (kg) | Stød (kg) | Stød (kg) | Stød (kg) | Totalt |
| Nr.    | Udøver                     | Gruppe | Kropsvægt | 1         | 2         | 3         | Resultat  | 1         | 2         | 3         | Resultat  | Totalt |
| ------ | -------------------------- | ------ | --------- | --------- | --------- | --------- | --------- | --------- | --------- | --------- | --------- | ------ |
| Guld   | Lu Xiaojun (CHN)           | A      | 76.62     | 170       | 175       | 177       | 175       | 195       | 204       | 204       | 204       | 379    |
| Sølv   | Lu Haojie (CHN)            | A      | 76.37     | 170       | 175       | –         | 170       | 190       | 191       | —         | 190       | 360    |
| Bronze | Iván Cambar (CUB)          | A      | 76.70     | 150       | 155       | 160       | 155       | 190       | 194       | —         | 194       | 349    |
| 4      | Chatuphum Chinnawong (THA) | A      | 76.64     | 157       | 161       | 162       | 157       | 191       | 195       | 195       | 191       | 348    |
| 5      | Ibrahim Ramadan (EGY)      | A      | 76.79     | 150       | 155       | 155       | 155       | 192       | 192       | 197       | 192       | 347    |
| 6      | Andrés Mata (ESP)          | B      | 76.93     | 145       | 150       | 153       | 150       | 183       | 188       | 190       | 188       | 338    |
| 7      | Krzysztof Zwarycz (POL)    | A      | 76.97     | 150       | 153       | 154       | 150       | 182       | 182       | 189       | 182       | 332    |
| 8      | Felix Ekpo (NGR)           | B      | 76.23     | 146       | 151       | 151       | 151       | 180       | 188       | 188       | 180       | 331    |
| 9      | Kirill Pavlov (KAZ)        | B      | 76.77     | 138       | 143       | 147       | 147       | 165       | 175       | 175       | 175       | 322    |
| 10     | Jack Oliver (GBR)          | B      | 76.45     | 135       | 135       | 140       | 140       | 160       | 165       | 170       | 170       | 310    |
| 11     | Toafitu Perive (SAM)       | B      | 75.95     | 117       | 122       | 125       | 122       | 157       | 163       | 167       | 167       | 289    |
| —      | Sa Jae-Hyouk (KOR)         | A      | 76.56     | 158       | 162       | —         | 158       | —         | —         | —         | —         | DNF    |